# Waldkirche (Berlin-Heiligensee)

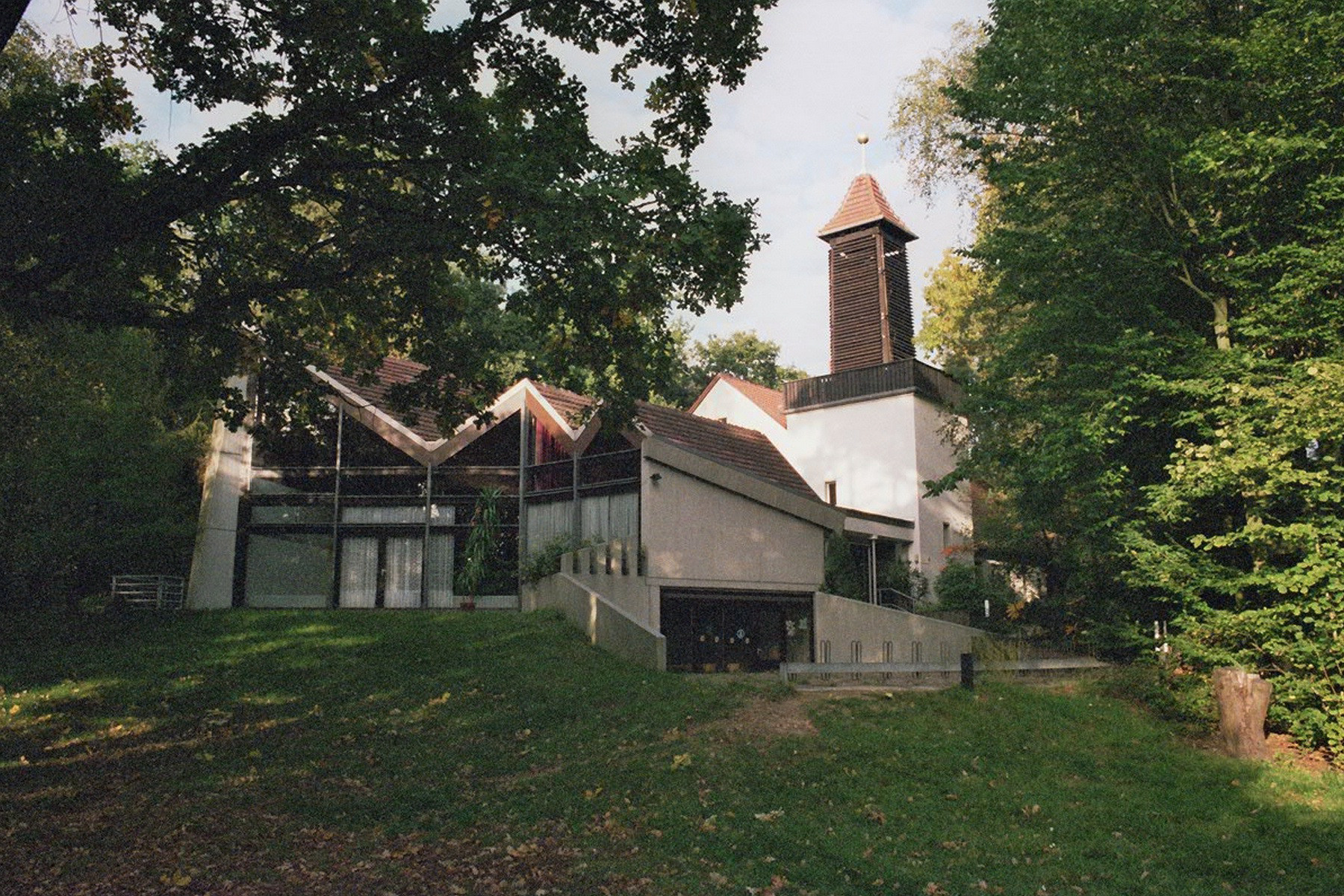
Waldkirche hinter dem Gemeindehaus

Die evangelische Waldkirche steht am Stolpmünder Weg 39–43 im Berliner Ortsteil Heiligensee des Bezirks Reinickendorf. Sie entstand nach einem Entwurf von Walter Krüger im Baustil der Heimatschutzarchitektur.

## Geschichte
Am 1. Oktober 1947 wurde jenseits der Gleise der S-Bahn für die Borsig-Siedlung und Stolpe-Süd, das seinerzeit noch zum Bezirk Reinickendorf gehörte, ein neuer Bereich der Kirchengemeinde Heiligensee abgegrenzt. Die Gottesdienste wurden vorerst in einer Schule gefeiert. Die Errichtung der Waldkirche wurde durch die Spende der von Henning von (Royk-)Lewinski 1950 in den USA gegründeten Wooden Church Crusade Inc. ermöglicht. Diese Organisation wollte mit bescheidenen Kirchen in der Bundesrepublik einen geistigen Schutzwall gegen den Kommunismus errichten. Die Grundsteinlegung erfolgt am 16. Oktober 1954, die Einweihung am 7. August 1955. Aus der Kirchengemeinde Heiligensee wurde am 1. April 1957 die Gemeinde Neu-Heiligensee mit der Tochtergemeinde für die Borsig-Siedlung und Stolpe-Süd ausgegliedert. Die Gemeinde Neu-Heiligensee erhält 1963 den Namen Matthias-Claudius-Kirchengemeinde, ihre Tochter Waldkirchengemeinde. Durch den Mauerbau verlor die Waldkirchengemeinde den Bereich von Stolpe-Süd, sie wurde dennoch am 1. Januar 1967 selbstständig. Am 1. Januar 1998 fusionierten die ehemals selbstständigen Gemeinden der Wald- und der Dorfkirche zur Evangelischen Kirchengemeinde Berlin-Heiligensee. Beide Gemeindestandorte wurden beibehalten.

## Baubeschreibung
Die auf einem kleinen Hügel stehende einfache Saalkirche, ein mit einem Satteldach bedeckter Mauerwerksbau, besitzt einen in den Baukörper einbezogenen, gedrungenen vierkantigen Turm. Auf seiner begehbaren Aussichtsplattform trägt er aus Fachwerk ein schlankes verbrettertes Glockengeschoss, das mit einem leicht geschwungenen Pyramidendach bedeckt ist, auf dem eine Turmkugel sitzt. 
In der Glockenstube des Kirchturms hängt ein Glockengeläut aus drei Eisenhartgussglocken, das 1955 im Eisenwerk Franz Weeren gegossen wurde.
| Glocke | Gewicht | Durchmesser | Höhe   | Schlagton |
| ------ | ------- | ----------- | ------ | --------- |
| 1      | 388 kg  | 960 mm      | 780 mm | d"        |
| 2      | 245 kg  | 820 mm      | 610 mm | f"        |
| 3      | 160 kg  | 710 mm      | 560 mm | g"        |

Im Jahr 1957 erhielt die Waldkirche eine Orgel aus der Berliner Orgelbauwerkstatt von Karl Schuke. Sie hat einen Umfang von 13 Registern auf zwei Manualen und Pedal.
Ein Gebäudetrakt für das Gemeindehaus, entworfen von Ludolf v. Walthausen und eingeweiht am 29. November 1971, verbindet die vorn an der Straße stehende Kindertagesstätte mit der Kirche zu einem Gebäudekomplex. Der Baukörper ist aufgrund der Geländeverhältnisse gestuft. Der Stahlbetonskelettbau hat Flächen in Sichtbeton, große Fenster und trägt ein unregelmäßiges Faltdach.

## Nachweise
1. ↑  Orgel Databank: Berlin – Waldkirche (Heiligensee)

Koordinaten: 52° 37′ 33,3″ N, 13° 14′ 11,8″ O